# Crystle Stewart
Crystle Danae Stewart (Houston, 20 settembre 1981) è una modella statunitense.
È stata incoronata Miss USA 2008.

## Biografia
Crystle Stewart vince il titolo di Miss Texas 2008, nel concorso tenuto a Laredo in Texas il 1º luglio 2007, dopo aver gareggiato con altre 121 concorrenti. La vittoria le dà il diritto di rappresentare il Texas a Miss USA 2008, svolto ad aprile.
L'11 aprile 2008, la Stewart rappresenta il Texas a Miss USA 2008, diventando la nona texana a vincere la corona di Miss USA. Nell'anno di regno, Crystle Stewart ha presenziato in vari eventi di beneficenza, è apparsa in trasmissioni televisive ed eventi mediatici. Il 13 luglio 2008 la Stewart rappresenta gli Stati Uniti al concorso Miss Universo 2008 svolto a Nha Trang nel Vietnam. Alla fine si è classificata all'ottava posizione.
La Stewart ha condotto il concorso Miss Teen USA 2009 svolto il 31 luglio 2009 insieme a Seth Goldman. Goldman e Stewart hanno condotto anche l'edizione successiva il 24 luglio 2010. Inoltre la Stewart ha condotto Miss Texas 2011 insieme a Jason Feinberg. Inoltre la Stewart è attivissima in molti concorsi di bellezza sia locali ma anche nazionali in America dal 2008. Dal 2011 al 2017 è stata tra i protagonisti della serie tv For Better or Worse, durata sei stagioni. Nel 2013 esce il film Good Deeds dove lei interpreta varie comparse nel ruolo della segretaria di Wesley.